# Kurt Morsink
Kurt Morsink Ramos (Orlando, Florida, 27 de junio de 1984) es un exfutbolista estadounidense. Actualmente es agente deportivo. Es el agente deportivo que ha llevado más futbolistas costarricenses al mercado de fichajes a la Major League Soccer.
Después de su retiro en el 2012, se convirtió en el scout del D.C. United hasta el 2016.
Es el presidente de la agencia de KMR SPORTS GROUP.

## Trayectoria

### Sporting Kansas City
Morsink fue seleccionado en el sistema de draft por el Sporting Kansas City en enero de 2007. Su debut se dio el 14 de abril del mismo año contra el D.C. United, ingresó al minuto 88 en la victoria 2-4. Kurt alcanzó a los cuartos de final de la temporada, teniéndose que enfrentarse contra Chivas USA, logrando tener participación en ambos compromisos, venciendo en el marcador global 1-0. En semifinales se enfrentó ante el Houston Dynamo FC, Kurt disputó los 90 minutos en la derrota 2-0.
Con el Sporting Kansas City, disputó 54 partidos, colaborando con dos asistencias.

### D.C. United
El 5 de marzo de 2010 se oficializó su llegada al D.C. United. Su debut se dio el 28 de marzo del mismo año contra el Sporting Kansas City, Morsink disputó la totalidad de minutos en la derrota 4-0.
Debido a las lesiones, Kurt disputó 25 partidos con el club, retirándose el 9 de agosto de 2012.   

## Estadísticas

### Clubes
- Actualizado a fin de su carrera deportiva.

| Club                           | Div.          | Temporada | Liga  | Liga  | Liga   | Copas nacionales | Copas nacionales | Copas nacionales | Copas internacionales | Copas internacionales | Copas internacionales | Total | Total | Total  |
| Club                           | Div.          | Temporada | Part. | Goles | Asist. | Part.            | Goles            | Asist.           | Part.                 | Goles                 | Asist.                | Part. | Goles | Asist. |
| ------------------------------ | ------------- | --------- | ----- | ----- | ------ | ---------------- | ---------------- | ---------------- | --------------------- | --------------------- | --------------------- | ----- | ----- | ------ |
| Sporting Kansas Estados Unidos |               |           |       |       |        |                  |                  |                  |                       |                       |                       |       |       |        |
| 1.ª                            | 2007          | 21        | 0     | 0     | 3      | 0                | 0                | —                | —                     | —                     | 24                    | 0     | 0     |        |
| 1.ª                            | 2008          | 21        | 0     | 2     | 1      | 0                | 0                | —                | —                     | —                     | 22                    | 0     | 2     |        |
| 1.ª                            | 2009          | 6         | 0     | 0     | 1      | 0                | 0                | —                | —                     | —                     | 7                     | 0     | 0     |        |
| Total club                     | Total club    | 48        | 0     | 2     | 5      | 0                | 0                | 0                | 0                     | 0                     | 53                    | 0     | 2     |        |
| D.C. United Estados Unidos     |               |           |       |       |        |                  |                  |                  |                       |                       |                       |       |       |        |
| 1.ª                            | 2010          | 20        | 0     | 0     | 2      | 0                | 0                | —                | —                     | —                     | 22                    | 0     | 0     |        |
| 1.ª                            | 2011          | 2         | 0     | 0     | —      | —                | —                | —                | —                     | —                     | 2                     | 0     | 0     |        |
| Total club                     | Total club    | 22        | 0     | 0     | 2      | 0                | 0                | 0                | 0                     | 0                     | 24                    | 0     | 0     |        |
| Total carrera                  | Total carrera | 70        | 0     | 2     | 7      | 0                | 0                | 0                | 0                     | 0                     | 77                    | 0     | 2     |        |
| 1. Fuente:Transfermarkt        |               |           |       |       |        |                  |                  |                  |                       |                       |                       |       |       |        |